# 李忠臣
李忠臣（716年—784年），原名董秦。幽州薊县人。
少年从军，以才力奮，為節度使薛楚玉部下。安史之亂時，隨史思明攻打河陽，趁夜率五百人投降李光弼，唐肅宗召至京師，賜名李忠臣，賜良馬、甲第。時立有戰功，大敗奚族首領阿布離。郭子儀軍攻相州時，諸軍皆潰，惟獨李忠臣獨勝。李忠臣對下貪暴兇淫，曾為辛京杲死罪開脫。任淮西節度使，與永平節度使李勉、河陽三城使馬燧參與唐平李靈曜汴州之戰，忠臣与马燧合军，進軍汴梁南，攻破李靈曜部。
馬燧知李忠臣暴戾，不入汴梁。忠臣入城後，宋州刺史李僧惠與之爭功，忠臣擊殺之；忠臣又打算殺害劉昌，劉昌因此逃亡。李忠臣被任命为同平章事。大曆十四年（779年）三月，李忠臣被李希烈驅逐，783年，擁立朱泚稱帝，784年朱泚败后，被朝廷处死。

## 延伸阅读
[在维基数据编辑]
 《舊唐書·卷145》，出自刘昫《舊唐書》
 《新唐書·卷224下》，出自《新唐書》
 《明史卷二百九十》，出自《明史》